# Carroll County, Tennessee
Carroll County är ett administrativt område i delstaten Tennessee, USA, med 28 522 invånare. Den administrativa huvudorten (county seat) är Huntingdon. Countyt har fått sitt namn efter politikern William Carroll.

## Geografi
Enligt United States Census Bureau har countyt en total area på 1 554 km². 1 552 km² av den arean är land och 2 km² är vatten.

### Angränsande countyn
- Henry County - nordost
- Benton County - öst
- Decatur County - sydost
- Henderson County - syd
- Madison County - sydväst
- Gibson County - väst
- Weakley County - nordväst